# Чёрная книга Арды
«Чёрная книга Арды» («ЧКА») — одно из самых известных фанатских сочинений толкинистического фэндома России. Авторами «ЧКА» являются Наталья Васильева (Элхэ Ниэннах) и Наталия Некрасова (Иллет). Книга описывает события первых эпох истории мира Толкина (Арды) с точки зрения Тёмных сил. Главными действующими лицами являются падший айну Мелькор и его сторонники и ученики. 
«ЧКА», по словам авторов, является попыткой сбросить толкиновскую догматику, в которой мир чётко делится на «правое» и «неправое», на «добро» и «зло»; восстановить образ мысли и причины поступков «зла», показать поступки и надежды «врагов».
Творческий союз Васильевой и Некрасовой распался около 1998 года, далее каждая из авторов самостоятельно подходила к развитию совместно созданной «Чёрной Книги».

## «ЧКА»-1: «Чёрные Хроники»
Самый первый вариант «ЧКА» появился в Интернете в начале 90-х годов в виде отдельных рассказов под общим названием «Чёрные Хроники».
1. Весна Арды (Ниэннах)
О том, как Саурону было предложено прощение.
2. Намо (Иллет)
Уход Мандоса
Разговор Саурона и Гэндальфа о заключении мира.
3. Кольцо Сарумана (Иллет)
О создании Саруманом «Радужного» кольца из крови людей и эльфов.
4. Конец Войны Кольца (?)
Юмористический рассказ о битве у ворот Мордора.
5. Тхэсса-Оборотень (Ниэннах)
6. Поражение Мелькора
7. О Финголфине (Ниэннах)
Поединок Мелькора и Финголфина.
8. Мастер
9. Пир
10. Предательство Маэглина
11. Берен и Лютиен

## «ЧКА»-2: «Крылья чёрного ветра»
В 1995 году «Чёрная книга Арды» была впервые опубликована в Москве в небольшом издательстве «Диас». Книга вышла малым тиражом в одном томе. Было два варианта издания книги — том чёрного цвета и том синего цвета. Оба имели суперобложку с разными рисунками. Содержание книг идентично. В качестве авторов указаны Иллет и Ниэннах, а Н. Васильева и Н. Некрасова — в качестве переводчиков.
Книга состояла из четырёх частей и приложения:
1. Сердце мира
О сотворении Арды.
2. Приказано забыть
О «Предначальной» эпохе, эльфах Тьмы и Войне Стихий.
3. Железный венец
О Первой эпохе и войнах Белерианда. О Войне Гнева.
4. Звездопад
Судьба тёмных после поражения. Затопление Белерианда.
5. Приложение:
  - Об именах у эльфов (Нолдор и Эллери Ахэ)
  - Имена и названия. (Указатель)
  - Повесть лет
  - Календарные системы в Первую Эпоху
  - Карта Белерианда. Северные земли.

## «ЧКА»-3: Новые тексты
После первой публикации авторы приступили к работе над Второй эпохой Средиземья. В результате появилась серия рассказов про Нуменор и Харад.
1. Ученик
Начало Времен: Век Тьмы
2. Рожденные
От пробуждения эльфов год 503
3. Возвращение
 От Пробуждения Эльфов год 872
4. Начало
От Пробуждения Эльфов год 872—875
5. Безумная
553-556 годы II Эпохи
6. Мастер
(~1200-1500 годы II Эпохи)
7. Ледяное сердце
2149—2213 годы II Эпохи
8. Рыжебородый
2257 год II Эпохи
9. О «черных культах» в южных колониях Нуменора
2274 год II Эпохи
10. Лаиэллинн
2275-2281 годы II Эпохи
11. Белый ирис
2952 год III Эпохи
12. Аккалабет. Хэлкар
(3319 год II Эпохи)
13. Артано
14. Гортхауэр
15. Ортхэннэр
16. Суд
17. Приговор
18. Истари. Начало

## «ЧКА»-4: Беседы
«Каноническая» версия подверглась критике, что в том числе побудило Ниеннах переработать текст книги. В это же время вторая из соавторов, Наталия Некрасова, пересмотрела и проанализировала свои позиции относительно текстов Толкина и «ЧКА» и изложила их в книге «Исповедь стража». Таким образом, в 2000 году второе издание «ЧКА» вышло в двух томах:
- т. 1 «Чёрная книга Арды». Н. Васильева, при участии Н. Некрасовой,
- т. 2 «Черная книга Арды: Исповедь стража». Н. Некрасова, при участии Н. Васильевой.

Вторая версия была опубликована издательством «Эксмо».
Впоследствии Н. Некрасова написала продолжение «Исповеди Стража», изданную под названием «Великая игра».

### Том первый
Базовый текст изложен в виде разговоров Гостя и Собеседника, читающих и обсуждающих «Чёрную книгу Арды». Текст можно найти на сайте Элхэ Ниэннах. Там же выкладываются новые главы.

### Том второй
Действия происходят в Четвёртую Эпоху. Страж Галдор беседует с заключённым, который прятал «Чёрную книгу Арды», а параллельно — обнаруживает заговор против Королевства со стороны Первого Советника.

## «ЧКА»-5: Романтизм
Пятая редакция выпущена издательством Memories в 2008 году в виде двухтомника. Оно включает в себя только тексты Натальи Васильевой, часть которых была значительно переработана и дополнена. Параллельно с этим изданием был выпущен также атлас Арды, включающий в себя 19 цветных карт формата A4.